# Оркнейська сага

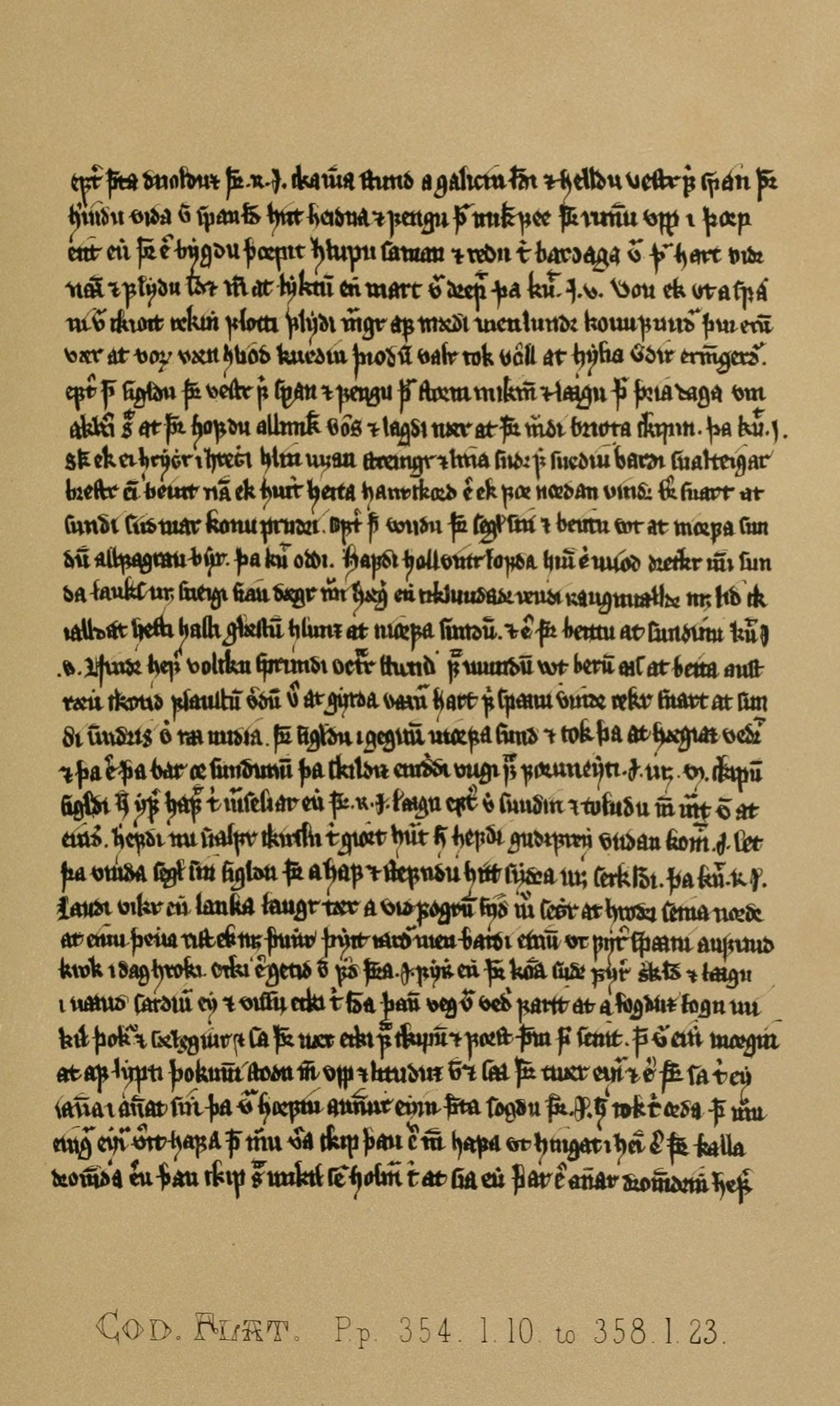
Приклад сторінки Оркнейської саги, викладеної у «Книзі плаского острова» 14 ст.

«Оркнейська сага» (також відома як  «Історія графів Оркні») — це історичний опис історії Оркнейських островів, від їх захоплення норвезьким конунґом у 9-му ст. до ~1200 р.. Сага «не має паралелі у суспільних та літературних записах про Шотландію»

## Опис
Ця скандинавська сага була написана приблизно 1230 року (три століття після частини подій, які описує) невідомим ісландським автором та, як це було характерно для творів ісландською мовою того періоду, сага є лише частково історичним документом, а частково — вигаданою історією. Вважається, при створенні саги були використані різні джерела, поєднано усні легенди з історичними фактами для опису життя графів Оркні та як вони отримали своє графство.
Перші три глави саги присвячені міфічним предкам графів, а далі розпочинається напівміфічна розповідь про завоювання Оркні Harald Fairhair, першим норвезьким конунґом, і лише після цього переходить до більш фактичних подій.
У перших трьох главах йдеться про походження назв шведських та норвезьких місяців torsmånad (середина січня/лютого) за іменем Торі (міфічний ранній норвезький конунг та персоніфікація морозу) та göjemånad (середина лютого/березня) за іменем його дочки Гой («тонкий сніг»). У сучасній Icelandic Гой перетворилась у Гоа, що також використовується як жіноче ім'я. Перші дві глави дають унікальне пояснення походження назви Норвегія — від синів Торі на ім'я Нор та Гор та їх поділу землі, де Нору дісталась земля, яка була названа Норвегія.
Протягом всієї саги у нарратив вводяться історичні та легендарні персонажі: Регнвальд Ейстейнссон, Сігурд Ейстейнссон, Хакон Пальссон, Сігурд Глодвірссон, Магнус Ерлендссон, пізніше оголошений святим, Рьогнвальд Калі Кольссон та Гаральд Маддадссон. У фольклорі Оркні досі присутні декілька з цих персонажів.
Також присутні вигадані елементи — наприклад Стяг Крука графа Зігурда, отруєна сорочка графа Гаральда, та елементи саги про Ролло (Hrolf Ganger).
Сага розповідає, як у середньовічному Оркні ставали графами, та проблеми, які траплялись, якщо більш ніж одна людина правила графством (наприклад глави 12-19 розповідають про синів  Сігурда Глодвірссона)
Глави 85-90 розповідають про подорож Рьогнвальда Калі Кольссона до Святої землі разом з іншими норвезькими землевласниками. У главах описується як вони готувались до подорожі декілька років, будуючи кораблі. Як досягли сучасної Франції, порту Нарбонн, де королева Нарбонна Ермінгерда запросила Рьогнвальда на бенкет. Вони закохалися, і його просили залишитись і одружитись з нею; він відмовився з метою завершити паломництво, але пообіцяв вернутися на зворотньому шляху. Потім вони подорожували до Галісії, і далі повз Гібралтар, де зустрілися з дромоном розміром з маленький острів, захопили його і вбили всіх на дромоні, крім одного велетня, якого вважали ватажком. Вони намагалися продати його у землі сарацинів, але ніхто не купив і Рьогнвальд його відпустив.
Потім вони попливли до Криту, далі до Акко, де багато померло від хвороб, і дісталися Єрусалиму, де вцілілі відвідали святі місця. На зворотньому шляху вони потрапили до Імбросу потім до Константинополя, далі до Дурресу в Болгарії (зараз в Албанії) і до Апулії на «підборі» Італії. Там вони полишили кораблі, придбали коней та подорожували до Риму, потім до Данії, а звідти вже попливли до Норвегії. З Норвегії граф Рьогнвальд повернувся до Оркні на купецькому кораблі.